# Santa Caterina Villarmosa

Ubicació de Santa Caterina Villarmosa dins de la província

Santa Caterina Villarmosa (sicilià Santa Catarina) és un municipi italià, dins de la província de Caltanissetta. L'any 2007 tenia 5.814 habitants. Limita amb els municipis d'Alimena (PA), Caltanissetta, Enna (EN), Petralia Sottana (PA), Resuttano i Villarosa (EN).

## Administració
| Període | Identitat         | Partit |
| ------- | ----------------- | ------ |
| 2007-   | Antonino Fiaccato | PdL    |